# Демонік
Демонік (*дав.-гр. Δηµόνικος) — цар Кітіону в 387—385 роках до н. е.

## Життєпис
Був громадянином Афінської політії. Син якогось Гіппоніка. У 387 році до н. е. році до н. е. у складі війська Хабрія прибув на допомогу царю Евагору I, що боровся проти персів. Невдовзі після повалення кітіонського царя Баалрама II стає царем Кітіона. При цьому визнав зверхність Евагора I. Відома промова Ісократа «До Демоніка».
Проте після укладання афінами і Персією Анталкідового миру близько 386 року до н. е. афінські загони залишили Кіпр. Перські війська перейшли у наступ, завдавши близько 385 року до н. е. поразки Демоніку, який загинув. Трон перейшов до представника кітіонської династії Мелекіатона.